# HD 218558
HD 218558，又名CP-67 3949，SAO 255420、HR 8809，是一颗恒星，视星等为6.47，位于銀經317.29，銀緯-47.35，其B1900.0坐标为赤經23h 3m 48.2s，赤緯-67° -47.35′ 2″。